# Венский собор 1267 года
Ве́нский собо́р 1267 го́да — синод римско-католической церкви, созванный 10 мая 1267 года в Вене по инициативе кардинала Гая Бургундского, цистерцианского монаха и посланника Папы Климента IV в северной Европе для обеспечения соблюдения церковных дисциплин.

## Соборные постановления
Собор принял ряд антиеврейских решений. Евреям предписывалось обязательное ношение отличительного знака на одежде или традиционной еврейской конической шапки. Запрещалось посещать бани и таверны, принадлежащие христианам, держать христианскую прислугу. Христиане не могли покупать продовольственные товары у евреев, так как существовало опасение, что 
те, кто считает христиан своими врагами, могут подло их отравить.
 Еврейским врачам не разрешалось иметь пациентов-христиан. Еврей, сожительствующий с христианкой, наказывался выплатой крупного штрафа. Евреям также воспрещалось строить новые синагоги. Христианам было запрещено участвовать в еврейских праздниках. Для евреев был установлен запрет выходить из своих домов до 12 часов дня в воскресенье и в дни католических праздников.
На практике постановления Венского собора соблюдались не слишком строго, о чём свидетельствуют многочисленные жалобы священников тех лет.